# Honda MTX 80
Die Honda MTX 80 ist ein geländegängiges Leichtkraftrad des japanischen Herstellers Honda aus den 1980er Jahren.
Zunächst kam 1982 ein luftgekühltes Modell MTX 80 C (Typ HD06) auf den Markt. Das Motorrad hat hinten und vorn eine Trommelbremse, die vordere wird über einen Bowdenzug betätigt, die hintere mit einem Fußhebel über ein Gestänge. Seit 1983 wurde als erheblich veränderte Version die MTX 80 RSD mit rundem Scheinwerfer und ab 1984 die weiter verbesserte MTX 80 RSE mit eckigem Scheinwerfer (Typ HD08), beide mit Wasserkühlung und 9,5 PS angeboten. Noch später kam die modellgepflegte MTX 80 R II (Typ HD09) mit vorderer Scheibenbremse auf den Markt. Die MTX 80 R II ist mit dem sehr viel stärkeren Rahmen und Fahrwerk der MTX 125/200 R ausgestattet. Die Höchstleistung stieg auf 10 PS. Die MTX-Modelle gehören zu den wenigen Motorrädern mit einem Zweitaktmotor, die Honda auf dem deutschen Markt anbot.
Die Leistung der MTX 80 variiert je nach Baujahr zwischen 6 und 7,4 kW (8,3–10 PS). Die MTX 80 weist eine Getrenntschmierung auf. Der Schmierstoff für den Motor und der Treibstoff sind in getrennten Behältern untergebracht.
Im Vergleich zu dem Vorgängermodell MT-8 hat die MTX größere Räder und eine relativ lange komfortable Sitzbank. Außerdem verfügt sie über ein zentrales Federbein hinten, während die MT-8 zwei Federbeine an den Schwingenseiten hat. Als Beleuchtung ist vorne ein runder (HD06 + HD08) oder eckiger (HD08 + HD09) Scheinwerfer mit Auf- und Abblendfunktion in eine kleine Verkleidung integriert. Die MTX hat eine 12-Volt-Elektrik mit Blinkern und Hupe sowie ein kombiniertes Zünd- und Lenkschloss in der Mitte der Armaturen. Der Tachometer wird mechanisch mittels Welle und eines kleinen Getriebes am Vorderrad angetrieben.
Die Honda MTX 80 R hat eine Sitzhöhe von ca. 87 cm und eine Gesamthöhe von ca. 115 cm. Der Federweg beträgt ca. 23 cm und vorne ca. 20 cm. Der Stoßdämpfer selbst hat keine 23 cm Federweg. Der lange Federweg entsteht durch die Umlenkung der Stossdämpferaufnahme. Für das 84er Modelljahr wurde die Gabeldurchmesser von 31 auf 35 mm erhöht und der Stoßdämpfer hinten bekam eine starke Feder. Die einfache Handhabung ermöglicht auch Anfängern des Endurosports eine gute aber auch leistungsstarke Maschine. Für Anfänger mit einer Körpergröße von ca. 1,70 m ist sie sehr gut geeignet.
Richtig ist, dass die HD 08 bereits im Sommer 1983 auf den Markt kam und nicht erst 1984. Die hintere Federung hieß dann Pro Link, Zentralfederbein mit Umlenkhebeln. Die Bezeichnung MTX wurde aus den Begriffen Moto Cross (X) abgeleitet.